# Paculla granulosa
Paculla granulosa är en spindelart som först beskrevs av Tord Tamerlan Teodor Thorell 1881.  Paculla granulosa ingår i släktet Paculla och familjen Tetrablemmidae. Inga underarter finns listade i Catalogue of Life.